# Impatiens fragicolor
Impatiens fragicolor är en balsaminväxtart som beskrevs av Marquand och Airy-shaw. Impatiens fragicolor ingår i släktet balsaminer, och familjen balsaminväxter. Inga underarter finns listade i Catalogue of Life.